# Yoo Yeon-mi
Yoo Yeon-mi (7 de julio de 1999) es una actriz surcoreana. 

## Carrera
Yoo comenzó su carrera como actriz infantil, destacando su personaje en la cinta indie With a Girl of Black Soil (2007), por la que recibió el premio a la Mejor Actriz en el Festival Internacional de Cine de Marrakech. También protagonizó los dramas Manzana de Oro (2005), Grandes esperanzas (2006), y Missing you (2012).

## Filmografía

### Cine
| Año  | Título                     | Papel                                 |
| ---- | -------------------------- | ------------------------------------- |
| 2007 | With a Girl of Black Soil  | Choi Young-rim                        |
| 2008 | BABO                       | Ji-en                                 |
| 2010 | El Hombre de ninguna parte | Mi-jin                                |
| 2012 | Heimat                     |                                       |
| 2013 | Boomerang Family           | amigo de la escuela de Shin Min-kyung |
| 2013 | El Condor Pasa             | Yeon-mi                               |
| 2014 | Thread of Lies             | Mi-ra                                 |

### Serie de televisión
| Año  | Título                          | Rol                           | Red  |
| ---- | ------------------------------- | ----------------------------- | ---- |
| 2005 | Golden Apple                    | Keum-shil                     | KBS2 |
| 2006 | Hello Franceska                 | nieta de Soo-na (episodio 39) | MBC  |
| 2006 | TV Novel: Hometown Station      | Young-shim                    | KBS1 |
| 2006 | Great Inheritance               | Han Ye-seo                    | KBS2 |
| 2007 | Thank You                       | Bo-ram                        | MBC  |
| 2007 | Mackerel Run                    |                               | SBS  |
| 2007 | Unstoppable Marriage            | Kim Ok-hee                    | KBS2 |
| 2009 | The Road Home                   | Yoo Eun-ji                    | KBS1 |
| 2009 | Kyung-sook, Kyung-sook's Father | Eun-bi                        | KBS2 |
| 2010 | The Great Merchant              | Kkot-nim                      | KBS1 |
| 2010 | Athena: Goddess of War          |                               | SBS  |
| 2011 | Lights and Shadows              | Soon-deok                     | MBC  |
| 2012 | Missing You                     | Kim Eun-joo                   | MBC  |
| 2013 | Jang Ok-jung, Living by Love    | Kakoong (cameo)               | SBS  |
| 2015 | Who Are You: School 2015        | Yeon Mi-joo                   | KBS2 |
| 2016 | Page Turner                     | Lee Kyu-sun                   | KBS2 |